# Go! Japan TV 日本大放送
《Go! Japan TV 日本大放送》（英語：Japan Time）由香港製作，是一個專門宣傳日本旅遊的節目。

## 節目簡介
由獨立電視節目製作公司R by R Production Ltd.製作的日本旅遊節目，為香港電視史上最長壽的旅遊節目。
類似節目為於1990年代在無綫電視明珠台播放的《日語放送區》（Japanese Hour），於周日早上8時播放日本的旅遊、電視劇、動畫等節目，及後由於無綫電視與香港公開大學協定需於2004年起於同樣時間播放《進修新天地》而停播。
《日語大放送》，自2005年10月2日起向亞洲電視購買時段播放。開播時的目標觀眾為「在港日本人」，早期內容以日本人在港的生活資訊為主，後來轉形為純日本旅遊節目。開播初期，首播時間是亞洲電視國際台逢星期日10時至10時30分，及後時間多次更改，最後一次首播時間更改為2009年5月，逢黃昏6時25分至6時55分播放。而國際台的重播時間，於2009年5月起為首播日的下星期五深夜1時至1時30分，及後重播時間更改為首播後一星期六的10時至10時30分。aTV高清頻道開台後曾在頻道中播放，2009年5月起改於亞洲高清台播放、同時增加高清製作。
贊助機構包括日本旅遊局，因而大放送的主持不時受邀出席於香港舉行的日本文化推廣活動。
2008年12月起，節目首播後會上傳到官方網站作永久分享（無法重溫2010年6月20日前的影片），以便觀眾隨時收看。2016年起提供1080p高清格式。
2012年11月，推出節目官方月刊《Go! Japan》。
2016年，因亞視免費電視牌照不獲續期而改於ViuTV播出，同時改名為《Go! Japan TV 日本大放送》，於2016年4月17日起逢星期日早上11時30分至中午12時以粵日雙語廣播播出。

## 主持
- 理惠（りえ），配音：石梓晴、廖杏茵（代配）
日本人，本名野中理惠（音譯）[7]，自2005年《日語大放送》開播主持至今[8]。
- 邱忠業（Jam），配音：李家傑、陳漢祺（代配）
香港人，因認識日本人太太而學日文，是香港演藝學院客席講師[9]。
- 和泉素行（SOKO）配音：周倚天
日本人，2011年時曾作代主持[10]。

## 節目列表

### 日語大放送時代
2009年
以下集數名稱來源：GO! JAPAN TV節目重溫頁面

| 集數 | 播放日期      | 當集名稱 | 備註 |
| 162  | 2009年1月3日  | Japanavi Winter Special 北海道、草津、輕井澤、湯澤、東京、沖繩！由北至南縱橫全日本！ Winter Special第三章！北海道二世古浪漫紀行！                        |      |
| 163  | 2009年1月10日 | Japanavi Winter Special 北海道、草津、輕井澤、湯澤、東京、沖繩！由北至南縱橫全日本！ Winter Special第四章！沖繩自駕遊浪漫紀行．前篇                      |      |
| 164  | 2009年1月17日 | Japanavi Winter Special 北海道、草津、輕井澤、湯澤、東京、沖繩！由北至南縱橫全日本！ Winter Special第五章！沖繩自駕遊浪漫紀行．後篇                      |      |
| 165  | 2009年1月24日 | Japanavi Winter Special 北海道、草津、輕井澤、湯澤、東京、沖繩！由北至南縱橫全日本！ Winter Special第六章！草津．輕井澤浪漫紀行！                        |      |
| 166  | 2009年1月31日 | Japanavi Winter Special 北海道、草津、輕井澤、湯澤、東京、沖繩！由北至南縱橫全日本！ Winter Special第七章！輕井澤滑雪浪漫紀行！                          |      |
| 167  | 2009年2月7日  | Japanavi Winter Special 北海道、草津、輕井澤、湯澤、東京、沖繩！由北至南縱橫全日本！ Winter Special第八章! 長野．湯澤浪漫紀行！                          |      |
| 168  | 2009年2月14日 | Japanavi Winter Special 北海道、草津、輕井澤、湯澤、東京、沖繩！由北至南縱橫全日本！ Winter Special最終章！湯澤．東京浪漫紀行！                          |      |
| 169  | 2009年2月21日 | 今個星期舞台重返香港！JAPANAVI！發放香港大自然！西貢戶外探險大作戰！                                                                                     |      |
| 170  | 2009年2月28日 | Rie公主，殿衛門掲開江戶忍者傳說的真相！Japanavi！東京赤坂忍者屋攻略大作戰！前編！                                                                        |      |
| 171  | 2009年3月7日  | Rie公主，殿衛門掲開江戶忍者傳說的真相！Japanavi！東京赤坂忍者屋攻略大作戰！後編！                                                                        |      |
| 172  | 2009年3月14日 | Japanavi日本大搜查！東京下町，淺草大特集！和Rie遊走商店街，還有日本最歷史悠久， 於1853年開業的遊樂場，Let’s go！                                         |      |
| 173  | 2009年3月21日 | Japanavi日本大搜查！危險的異世界，逃走不可能，戰慄的監獄醫院體驗記！！                                                                                   |      |
| 174  | 2009年3月28日 | Japanavi日本大搜查！東京都市型動感樂園徹底攻略大作戰！                                                                                                   |      |
| 175  | 2009年4月4日  | 散發亞洲度假氣息的優雅療癒空間，大都會的綠洲！天然溫泉徹底攻略大作戰！                                                                                   |      |
| 176  | 2009年4月11日 | Japanavi春日特集，投進大自然懷抱中的秘湯，美麗與健康的源泉力量！伊豆觀音溫泉遊紀，前編！                                                                 |      |
| 177  | 2009年4月18日 | Japanavi春日特集，投進大自然懷抱中的秘湯，美麗與健康的源泉力量！伊豆觀音溫泉遊紀，後編！                                                                 |      |
| 178  | 2009年4月25日 | 動漫舖、電子遊戲、Cosplay、首辦模型、電車男，作為日本次文化發源地的這區， 並非叫做「秋葉原」，而是Akiba～！由西人響導引領，Japanavi，Akiba巡禮萌萌之旅～ |      |
| 179  | 2009年5月3日  | 各位觀眾，晚安。您正收看的是改了播放時間的「日語大放送」，要想得到日本的最新資訊， 當然一定是「JANANAVI日本大搜查」東京編                                |      |
| 180  | 2009年5月10日 | 各位觀眾，晚安。您正收看的是改了播放時間的「日語大放送」，要想得到日本的最新資訊， 當然一定是「JANANAVI日本大搜查」北海道編                              |      |
| 181  | 2009年5月17日 | 各位觀眾，晚安。您正收看的是改了播放時間的「日語大放送」，要想得到日本的最新資訊， 當然一定是「JANANAVI日本大搜查」沖繩編                                |      |
| 182  | 2009年5月24日 | 各位觀眾，晚安。您正收看的是改了播放時間的「日語大放送」，要想得到日本的最新資訊， 當然一定是「JANANAVI日本大搜查」關東編                                |      |
| 183  | 2009年5月31日 | 開港150週年SPECIAL! Japanavi，橫濱徹底攻略大作戰！第一章！新橫濱拉麵博物館                                                                               |      |
| 184  | 2009年6月7日  | 開港150週年SPECIAL! Japanavi，橫濱徹底攻略大作戰！第二章！日本丸帆船&橫濱中華街                                                                          |      |
| 185  | 2009年6月14日 | 開港150週年SPECIAL! Japanavi，橫濱徹底攻略大作戰！第三章！元町&鐵皮玩具博物館                                                                            |      |
| 186  | 2009年6月21日 | 開港150週年SPECIAL! Japanavi，橫濱徹底攻略大作戰！第四章！橫濱八景島海島樂園                                                                             |      |
| 187  | 2009年6月28日 | 開港150週年SPECIAL! Japanavi，橫濱徹底攻略大作戰！最終章！橫濱郵輪Royal Wing & 開國博Y150                                                                |      |
| 188  | 2009年7月5日  | Japanavi摘要號！Enjoy Japan！關東篇！位於東京中心交通便利，充滿地方特色的關東甲信越                                                                      |      |
| 189  | 2009年7月12日 | 多姿多采的新潟！Japanavi Summer Vacation in新潟！第1章! 佐渡島 還有，為了正計劃夏季旅行的你，日本列島．最新觀光情報大搜查！                              |      |
| 190  | 2009年7月19日 | 多姿多采的新潟！Japanavi Summer Vacation in新潟，第2章，佐渡島 還有，為了正計劃夏季旅行的你！日本列島．最新觀光情報大搜查，後編！                        |      |
| 191  | 2009年7月26日 | JAPANAVI！炎夏日本大搜查SPECIAL！山梨，富士山攻略大作戰，MISSION 1 農園大攻略！ 多姿多采！SUMMER VACATION IN 新潟，第三章 佐渡島！                       |      |
| 192  | 2009年8月2日  | JAPANAVI！炎夏日本大搜查SPECIAL！山梨，富士山攻略大作戰，MISSION 2 青木原樹海！ 多姿多采！SUMMER VACATION IN 新潟，第四章 佐渡島！                       |      |
| 193  | 2009年8月9日  | JAPANAVI！炎夏日本大搜查SPECIAL！山梨，富士山攻略大作戰，MISSION 3 青木原樹海！ 多姿多采！SUMMER VACATION IN 新潟，第五章 佐渡島！                       |      |
| 194  | 2009年8月16日 | JAPANAVI！炎夏日本大搜查SPECIAL！山梨，富士山攻略大作戰，MISSION 4 富士河口湖！ 多姿多采！SUMMER VACATION IN 新潟，第六章 佐渡島！                       |      |
| 195  | 2009年8月23日 | JAPANAVI！炎夏日本大搜查SPECIAL！山梨，富士山攻略大作戰，MISSION 5 富士河口湖！ 多姿多采！SUMMER VACATION IN 新潟，第七章 佐渡島！                       |      |
| 196  | 2009年8月30日 | JAPANAVI！炎夏日本大搜查SPECIAL！山梨，富士山攻略大作戰，MISSION 6 富士河口湖！ 多姿多采！SUMMER VACATION IN 新潟，第八章 新潟市！                       |      |
| 197  | 2009年9月6日  | JAPANAVI！炎夏日本大搜查SPECIAL！山梨，富士山攻略大作戰，MISSION 7 富士河口湖！ 多姿多采！SUMMER VACATION IN 新潟，第九章 新潟市！                       |      |

2010年
以下集數名稱來源：GO! JAPAN TV節目重溫頁面

| 集數 | 播放日期     | 當集名稱                                                           | 備註 |
| 214  | 2010年1月3日 | 北海道橫斷3000 km！Japanavi！Winter Vacation in北海道！第七章 帶廣 |      |

2011年
以下集數名稱來源：GO! JAPAN TV節目重溫頁面

| 集數 | 播放日期     | 當集名稱 | 備註 |
| 266  | 2011年1月2日 | 紀伊半島大冒險！和歌山、三重大發現！第十二章！自然界的藝術，鬼城！三重縣熊野市！ And 任誰也能輕鬆成行的鐵道之旅！新潟新發現！「大地藝術祭之里」 |      |

2012年
以下集數名稱來源：GO! JAPAN TV節目重溫頁面

| 集數 | 播放日期     | 當集名稱 | 備註 |
| 318  | 2012年1月1日 | 紀伊半島大冒險第二彈！和歌山・三重大發現！第五章：白濱 And,日本大秘境！四國冒險物語！第三章：大步危峡，祖谷溪 |      |

2013年
以下集數名稱來源：GO! JAPAN TV節目重溫頁面

| 集數 | 播放日期     | 當集名稱 | 備註 |
| 371  | 2013年1月6日 | Japanavi！北海道自駕遊探險之旅！第12章，道東的峽谷，層雲峽！ 冬日假期特別企劃！大阪shopping攻略大作戰，前篇 ( 大丸心斎橋店) 紀伊半島大冒險第三彈！三重‧和歌山大發現！第4章，鳥羽市 |      |

2014年
以下集數名稱來源：GO! JAPAN TV節目重溫頁面

| 集數 | 播放日期     | 當集名稱 | 備註 |
| 423  | 2014年1月5日 | 任誰也能輕鬆享受的鐵道之旅！中途下車，由北東北往北海道! 最終章, 函館 紀伊半島大冒險第二彈！和歌山‧三重大發現！第10章, 鳥羽 |      |

2015年
以下集數名稱來源：GO! JAPAN TV節目重溫頁面

| 集數 | 播放日期     | 當集名稱                                                                                   | 備註 |
| 475  | 2015年1月4日 | 日本最強溫泉天堂！群馬名湯紀行！第五章：伊香保溫泉 北海道Winter Festival攻略大作戰！第三章 |      |

2016年
以下集數名稱來源：GO! JAPAN TV節目重溫頁面

| 集數 | 播放日期      | 當集名稱                                                                                                   | 備註 |
| 527  | 2016年1月3日  | 浪漫之旅，三重‧和歌山大冒險 第4章 任誰也能輕鬆享受的火車之旅！長野、新潟雪國觀光圈完全攻略！最終回！湯澤！ |      |
| 528  | 2016年1月10日 | 浪漫之旅，三重‧和歌山大冒險 第5章                                                                          |      |
| 529  | 2016年1月17日 | 浪漫之旅，三重‧和歌山大冒險 第6章                                                                          |      |
| 530  | 2016年1月24日 | 浪漫之旅，三重‧和歌山大冒險 第7章 東京生活體驗記 第1章                                                     |      |
| 531  | 2016年1月31日 | 浪漫之旅，三重‧和歌山大冒險 第8章 東京生活體驗記 第2章                                                     |      |

### Go! Japan TV 日本大放送／日本大放送時代
2016年
以下集數名稱來源：GO! JAPAN TV節目重溫頁面

| 集數 | 播放日期       | 當集名稱                                                             | 備註 |
| 1    | 2016年4月17日  | 任誰也能輕鬆享受的鐵道之旅 新潟長野，新幹線GO 第一章 東京&新潟湯澤   |      |
| 2    | 2016年4月24日  | 任誰也能輕鬆享受的鐵道之旅 新潟長野，新幹線GO 第二章 新潟湯澤        |      |
| 3    | 2016年5月1日   | 任誰也能輕鬆享受的鐵道之旅 新潟長野，新幹線GO 第三章 新潟湯澤        |      |
| 4    | 2016年5月8日   | 任誰也能輕鬆享受的鐵道之旅 新潟長野，新幹線GO 第四章 新潟佐渡島      |      |
| 5    | 2016年5月15日  | 任誰也能輕鬆享受的鐵道之旅 新潟長野，新幹線GO 第五章 新潟佐渡島&長野 |      |
| 6    | 2016年5月22日  | 任誰也能輕鬆享受的鐵道之旅 新潟長野，新幹線GO 第六章 長野            |      |
| 7    | 2016年5月29日  | 任誰也能輕鬆享受的鐵道之旅 新潟長野，新幹線GO 第七章 輕井澤          |      |
| 8    | 2016年6月12日  | 任誰也能輕鬆享受的鐵道之旅 新潟長野，新幹線GO 第八章 輕井澤          |      |
| 9    | 2016年6月26日  | 東京晴空塔完全攻略 前編                                              |      |
| 10   | 2016年7月3日   | 東京晴空塔完全攻略 後編                                              |      |
| 11   | 2016年7月10日  | 東京近郊新發現 栃木縣完全攻略，第1章                                 |      |
| 12   | 2016年7月17日  | 東京近郊新發現 栃木縣完全攻略，第2章                                 |      |
| 13   | 2016年7月24日  | 東京近郊新發現 栃木縣完全攻略，第3章                                 |      |
| 14   | 2016年7月31日  | 東京近郊新發現 栃木縣完全攻略，第4章                                 |      |
| 15   | 2016年8月7日   | 東京近郊新發現 栃木縣完全攻略，第5章                                 |      |
| 16   | 2016年8月14日  | 東京近郊新發現 栃木縣完全攻略，第6章                                 |      |
| 17   | 2016年8月21日  | 東京近郊新發現 栃木縣完全攻略，第7章                                 |      |
| 18   | 2016年8月28日  | 東京近郊新發現 栃木縣完全攻略，第8章                                 |      |
| 19   | 2016年9月4日   | 東京近郊新發現 栃木縣完全攻略，第9章                                 |      |
| 20   | 2016年9月11日  | 東京近郊新發現 栃木縣完全攻略，最終章                                |      |
| 21   | 2016年9月18日  | 九州7縣完全制霸 夢幻王國 WONDER九州 第1章                            |      |
| 22   | 2016年9月25日  | 九州7縣完全制霸 夢幻王國 WONDER九州 第2章 熊本縣                     |      |
| 23   | 2016年10月2日  | 九州7縣完全制霸 夢幻王國 WONDER九州 第3章 大分縣                     |      |
| 24   | 2016年10月9日  | 九州7縣完全制霸 夢幻王國 WONDER九州 第4章 福岡縣                     |      |
| 25   | 2016年10月16日 | 九州7縣完全制霸 夢幻王國 WONDER九州 第5章 鹿児島縣                   |      |
| 26   | 2016年10月23日 | 九州7縣完全制霸 夢幻王國 WONDER九州 第6章 佐賀縣                     |      |
| 27   | 2016年10月30日 | 九州7縣完全制霸 夢幻王國 WONDER九州 第7章 宮崎縣                     |      |
| 28   | 2016年11月6日  | 九州7縣完全制霸 夢幻王國 WONDER九州 最終章 長崎縣                    |      |
| 29   | 2016年11月13日 | 乘坐北海道新幹線GO！ 函館、青森、宮城之旅 第1章 東京- 函館           |      |
| 30   | 2016年11月20日 | 乘坐北海道新幹線GO！ 函館、青森、宮城之旅 第2章 函館                 |      |
| 31   | 2016年11月27日 | 乘坐北海道新幹線GO！ 函館、青森、宮城之旅 第3章 函館-青森            |      |
| 32   | 2016年12月4日  | 乘坐北海道新幹線GO！ 函館、青森、宮城之旅 第4章 函館-青森            |      |

2017年

以下集數名稱來源：GO! JAPAN TV節目重溫頁面

| 集數 | 播放日期     | 當集名稱                                                    | 備註 |
| 37   | 2017年1月7日 | 乘坐北海道新幹線GO！ 函館、青森、宮城之旅 最終章 仙台・宮城 |      |

2018年

以下集數名稱來源：GO! JAPAN TV節目重溫頁面

| 集數 | 播放日期       | 當集名稱                       | 備註 |
| 1    | 2018年12月2日  | 山形・宮城 名肉爆食紀行 第一章 |      |
| 2    | 2018年12月9日  | 山形・宮城 名肉爆食紀行 第二章 |      |
| 3    | 2018年12月16日 | 山形・宮城 名肉爆食紀行 最終章 |      |

2019年

以下集數名稱來源：GO! JAPAN TV節目重溫頁面

| 集數 | 播放日期      | 當集名稱                  | 備註 |
| 1    | 2019年9月15日 | 行樂之秋 山形・宮城大捜查 |      |

2020年

以下集數名稱來源：GO! JAPAN TV節目重溫頁面

| 集數 | 播放日期      | 當集名稱         | 備註 |
| 1    | 2020年1月12日 | 宮城・山形大捜查 |      |

2022年

以下集數名稱來源：ViuTV節目表
| 集數 | 播放日期      | 當集名稱                    | 備註           |
| 1    | 2022年3月13日 | 圍爐思鄉 東北為食大作戰 I   | 嘉賓：和泉素行 |
| 2    | 2022年3月20日 | 圍爐思鄉 東北為食大作戰 II  | 嘉賓：謝影雪   |
| 3    | 2022年3月27日 | 圍爐思鄉 東北為食大作戰 III |                |

## 節目變遷
日語大放送
| 亞洲電視國際台 星期日 10:00－10:30 節目                                                            | 亞洲電視國際台 星期日 10:00－10:30 節目              | 亞洲電視國際台 星期日 10:00－10:30 節目 |
| -------------------------------------------------------------------------------------------------- | ---------------------------------------------------- | --------------------------------------- |
| | 日語大放送（首播） （2005年10月2日－不明）           |                                         |
| 不明                                                                                               | 不明                                                 |                                         |
| 亞洲電視國際台 星期日 10:00-10:30 節目                                                             |                                                      |                                         |
| 玩樂煮義 (Surfing The Menu: Victoria)                                                              | 日語大放送（首播） （2006年11月19日－2007年9月30日） | 進修新天地:公開大學的學習生活           |
| 亞洲電視國際台 星期六 11:00－11:30 節目                                                            |                                                      |                                         |
| 希臘饌美煮: 克里特島1                                                                              | 日語大放送（首播） （2007年10月20日－2009年4月25日） | 古典樂章                                |
| 亞洲電視國際台 星期日 06:25－06:55 節目                                                            |                                                      |                                         |
| 希臘饌美煮                                                                                         | 日語大放送（首播） （2009年5月3日－2016年3月27日）   | 電視台停播                              |
| 亞洲電視國際台 星期四（首播日後下星期四） 01:00－01:30 節目 2009年1月1日-1月15日 00:55-01:30       |                                                      |                                         |
| 發明大SHOW OFF (American Inventor)                                                                 | 日語大放送（重播） （2007年10月25日－2009年2月26日） | 全美大民調 01:05-01:55                  |
| 亞洲電視國際台 星期四 00:40－01:05 節目                                                            |                                                      |                                         |
| 全新時段                                                                                           | 日語大放送（重播） （2009年3月5日－不明）            | 不明                                    |
| 亞洲電視國際台 星期四 23:50－00:20 節目 9月2日-9月23日 23:45-00:30 9月30日 00:40-01:10             |                                                      |                                         |
| 不明                                                                                               | 日語大放送（重播） （2010年7月8日－2011年3月31日）   | 味是故鄉濃                              |
| 亞洲電視國際台 星期日（首播當日） 10:00－10:30 節目 9月2日-9月23日 23:45-00:30 9月30日 00:40-01:10 |                                                      |                                         |
| 歐洲藝壇點滴                                                                                       | 日語大放送（重播） （2011年4月10日－2016年3月27日）  | 電視台停播                              |

| 亞洲電視亞洲台 星期日（首播日後下星期日） 10:00－10:30 節目 | 亞洲電視亞洲台 星期日（首播日後下星期日） 10:00－10:30 節目 | 亞洲電視亞洲台 星期日（首播日後下星期日） 10:00－10:30 節目 |
| ----------------------------------------------------------- | ----------------------------------------------------------- | ----------------------------------------------------------- |
|                                                             | 日語大放送（重播） （2009年5月10日－不明）                  |                                                             |
| 不明                                                        | 不明                                                        |                                                             |
| 亞洲電視亞洲台 星期六（首播日後下星期六） 20:00－20:30 節目 |                                                             |                                                             |
| 不明                                                        | 日語大放送（重播） （不明－2016年3月26日）                  | 電視台停播                                                  |

Go! Japan TV 日本大放送／日本大放送
| 香港 ViuTV 星期日 11:30－12:00 2016年6月5日、6月19日及2017年3月26日 暫停播映 | 香港 ViuTV 星期日 11:30－12:00 2016年6月5日、6月19日及2017年3月26日 暫停播映    | 香港 ViuTV 星期日 11:30－12:00 2016年6月5日、6月19日及2017年3月26日 暫停播映 |
| ---------------------------------------------------------------------------- | ------------------------------------------------------------------------------- | ---------------------------------------------------------------------------- |
|                                                                              | Go! Japan TV 日本大放送（首播） 第539－586集 （2016年4月17日－2017年4月2日）    |                                                                              |
| 學校開放日 （2016年4月10日）                                                 | 小站（11:00-12:00） （2017年4月9日－2017年5月14日）                             |                                                                              |
| 香港 ViuTV 星期日 11:30－12:00                                               |                                                                                 |                                                                              |
| 十五分鐘熱度（一周精華）（11:00-12:00） （不詳－2017年7月23日）              | Go! Japan TV 日本大放送（首播） 第587－592集 （2017年7月30日－2017年9月3日）    | 不詳                                                                         |
| 不詳                                                                         | Go! Japan TV 日本大放送（首播） 第593－596集 （2017年11月26日－2017年12月17日） | 溫泉日嘗 （2017年12月24日－2017年12月31日）                                  |
| 鳥取岡山蜜蜜遊 （2018年11月18日－2018年11月25日）                            | Go! Japan TV 日本大放送（首播） 第597－599集 （2018年12月2日－2018年12月16日）  | 不詳                                                                         |
| 世界盃稀客（第1－7集） （2019年7月21日－2019年9月8日）                       | Go! Japan TV 日本大放送（首播） 第600集 （2019年9月15日）                       | 世界盃稀客（第8－10集） （2019年9月22日－2019年10月13日）                    |
| NBA 常規賽 - 聖安東尼奧馬刺 對 密爾沃基公鹿 （09:30-12:00） （2020年1月5日） | Go! Japan TV 日本大放送（首播） 第601集 （2020年1月12日）                       | NBA 常規賽 - 洛杉磯湖人 對 侯斯頓火箭 （09:30-12:00） （2020年1月19日）      |
| 消失的文化（第1－13集） （2021年12月12日－2022年3月6日）                     | 日本大放送（首播） 第602－604集 （2022年3月13日－2022年3月27日）                | 消失的文化（第17－22集） （2022年4月3日－2022年5月8日）                      |